# 斗山重工業
斗山重工業（トゥサンじゅうこうぎょう）は、韓国の斗山グループ（財閥）に属する総合重工業企業である。2022年、商号を斗山エナビリティ (Doosan Enerbility) に変更した。

## 概要
発電設備やプラント設備、インフラ設備、大規模輸送機器の部品、港湾クレーン装置、などの生産を手がける。
売上高の殆どを海外から受注する企業でもある。日本でも原子力事業は有名で、加圧水型原子炉の技術を持つ。
斗山グループ内には斗山インフラコアや斗山エンジンなどの企業を持つ。
2019年には経営危機に陥り、借入金は4兆9000億ウォンに達した。2020年4月13日、斗山グループは産業銀行など債権団に斗山重工業の財務構造改善計画を伝達した。

## 発電事業
火力発電所の排熱回収ボイラー世界シェアの30%以上で1位。
火力発電部門は、2016年にインドのウッタル・プラデーシュ州発電公社に対し、出力66万キロワットの発電設備を4基供給する2兆8000億ウォンの大型契約を結んでいる。
蒸気発生器や加圧器などを世界各国に供給する。2009年には韓国産の原子炉を中国に輸出している。

### タービン事業
1990年代からゼネラル・エレクトリックと技術提携をし、ガスタービンの部品供給をする。2007年、三菱重工業の大型ガスタービンの製造・販売ライセンス供与契約とともに長期購買契約を締結。2009年9月14日、チェコ・シュコダグループの発電設備専門業者シュコダ・パワーを4億5000万ユーロ（約593億円）で買収。2017年に三菱重工業とのライセンス契約が満了した。
韓国の産業通商資源部の支援を受け、2013年に国策課題として発電用大型ガスタービンの開発を始めて、この6年間で計1兆ウォン（約900億円）の研究開発費が投入されている。2019年9月、500メガワット級の発電所用国産大型タービンの最終組立を公表。2023年に商業運転に入る予定。

### 原子力発電
2020年4月までに韓国で稼動している原子力発電所24基中で14基において、原子炉、蒸気発生器、タービン発電機、計測制御設備と冷却材ポンプなどを製作。アラブ首長国連邦に建設中のバラカ原子力発電所の機器も供給している。企業内の発電事業に占める原子力発電ビジネスのウェイトでは15%程度であり、石炭火力発電部門の70-80%には足元にも及ばないものの、韓国原子力ビジネスの中核的な存在として地位を築いている。しかしながら2018年以降に文在寅政権が脱原発を実行すると発電所の建設計画が白紙化され工場の稼働率も低下、さらに2020年には経営危機を迎え、原子力関連の人材流出も懸念されるようになった。

## プラント設備
特に淡水化プラント設備の受注に強い。2008年7月にはアラブ首長国連邦で8億ドル相当の超大型淡水プラントを受注した。